# Barcelona, Anzoátegui
Barcelona este un oraș din Venezuela, capitala statului Anzoátegui. Având o suprafață de 76,5 km², are peste 950.000 locuitori. A fost fondat în 1638 de conchistadorul Joan Orpi, mutat apoi în 1671 la doi kilometri de locul original și repopulat de guvernatorul Sancho Fernández de Angulo.
Împreună cu orașele Puerto La Cruz, Lecheria și Guanta, Barcelona formează una din cele mai importante zone urbane din Venezuela, cu o populație de aproape un milion de persoane.

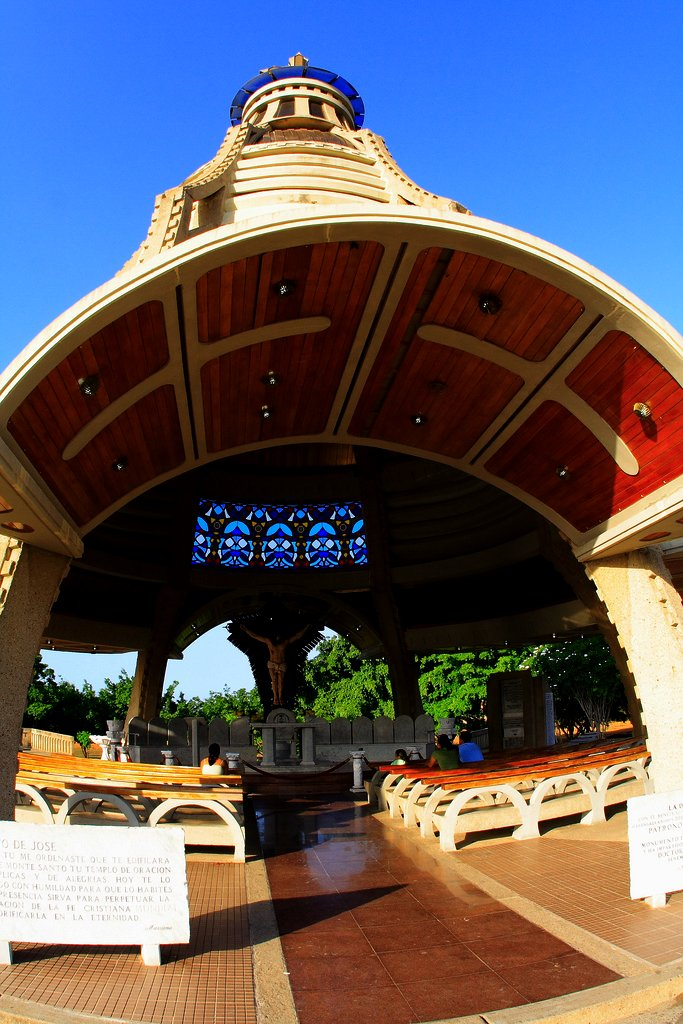
Intrare în Bazilica San José

Orașul este situat pe malul Mării Caraibilor, cu plaje întinse, este înconjurat de munți.
Barcelona este traversat de râul Neverí, care în 1970 s-a revărsat din albie, inundația provocând pagube materiale și victime.

### Clima
| Date climatice pentru Barcelona, Venezuela                            | Date climatice pentru Barcelona, Venezuela | Date climatice pentru Barcelona, Venezuela | Date climatice pentru Barcelona, Venezuela | Date climatice pentru Barcelona, Venezuela | Date climatice pentru Barcelona, Venezuela | Date climatice pentru Barcelona, Venezuela | Date climatice pentru Barcelona, Venezuela | Date climatice pentru Barcelona, Venezuela | Date climatice pentru Barcelona, Venezuela | Date climatice pentru Barcelona, Venezuela | Date climatice pentru Barcelona, Venezuela | Date climatice pentru Barcelona, Venezuela | Date climatice pentru Barcelona, Venezuela |
| Luna                                                                  | Ian                                        | Feb                                        | Mar                                        | Apr                                        | Mai                                        | Iun                                        | Iul                                        | Aug                                        | Sep                                        | Oct                                        | Nov                                        | Dec                                        | Anual                                      |
| --------------------------------------------------------------------- | ------------------------------------------ | ------------------------------------------ | ------------------------------------------ | ------------------------------------------ | ------------------------------------------ | ------------------------------------------ | ------------------------------------------ | ------------------------------------------ | ------------------------------------------ | ------------------------------------------ | ------------------------------------------ | ------------------------------------------ | ------------------------------------------ |
| Maxima medie °C (°F)                                                  | 31.4 (88,5)                                | 31.7 (89,1)                                | 32.4 (90,3)                                | 32.7 (90,9)                                | 32.8 (91)                                  | 32.1 (89,8)                                | 31.8 (89,2)                                | 32.1 (89,8)                                | 32.7 (90,9)                                | 32.9 (91,2)                                | 32.4 (90,3)                                | 31.8 (89,2)                                | 32,23 (90,02)                              |
| Media zilnică °C (°F)                                                 | 26.0 (78,8)                                | 26.3 (79,3)                                | 27.2 (81)                                  | 27.9 (82,2)                                | 28.2 (82,8)                                | 27.7 (81,9)                                | 27.3 (81,1)                                | 27.5 (81,5)                                | 27.8 (82)                                  | 27.9 (82,2)                                | 27.4 (81,3)                                | 26.6 (79,9)                                | 27,32 (81,17)                              |
| Minima medie °C (°F)                                                  | 20.5 (68,9)                                | 20.9 (69,6)                                | 21.9 (71,4)                                | 23.1 (73,6)                                | 23.6 (74,5)                                | 23.3 (73,9)                                | 22.8 (73)                                  | 22.8 (73)                                  | 22.9 (73,2)                                | 22.9 (73,2)                                | 22.4 (72,3)                                | 21.3 (70,3)                                | 22,37 (72,26)                              |
| Minima istorică °C (°F)                                               | 12.8 (55)                                  | 15.2 (59,4)                                | 12.5 (54,5)                                | 16.9 (62,4)                                | 18.5 (65,3)                                | 20.3 (68,5)                                | 19.5 (67,1)                                | 19.3 (66,7)                                | 18.7 (65,7)                                | 19.7 (67,5)                                | 18.1 (64,6)                                | 15.6 (60,1)                                | 12,5 (54,5)                                |
| Ploaie mm (inches)                                                    | 7 (0.28)                                   | 3 (0.12)                                   | 2 (0.08)                                   | 8 (0.31)                                   | 48 (1.89)                                  | 105 (4.13)                                 | 119 (4.69)                                 | 121 (4.76)                                 | 84 (3.31)                                  | 59 (2.32)                                  | 44 (1.73)                                  | 24 (0.94)                                  | 624 (24,57)                                |
| Umiditate [%]                                                         | 72.0                                       | 71.0                                       | 70.5                                       | 72.0                                       | 72.5                                       | 75.0                                       | 76.0                                       | 76.0                                       | 74.5                                       | 74.5                                       | 75.0                                       | 73.0                                       | 73,5                                       |
| Nr. mediu de zile ploioase (≥ 1.0 mm)                                 | 1.3                                        | 0.5                                        | 0.5                                        | 1.2                                        | 4.7                                        | 10.8                                       | 12.7                                       | 12.7                                       | 9.4                                        | 7.4                                        | 5.8                                        | 3.6                                        | 70,6                                       |
| Ore însorite                                                          | 288.3                                      | 276.9                                      | 297.6                                      | 261.0                                      | 254.2                                      | 213.0                                      | 232.5                                      | 235.6                                      | 243.0                                      | 263.5                                      | 255.0                                      | 269.7                                      | 3.090,3                                    |
| Sursa nr. 1: Instituto Nacional de Meteorología e Hidrología (INAMEH) |                                            |                                            |                                            |                                            |                                            |                                            |                                            |                                            |                                            |                                            |                                            |                                            |                                            |
| Sursa nr. 2: Hong Kong Observatory (sun only), NOAA (extremes)        |                                            |                                            |                                            |                                            |                                            |                                            |                                            |                                            |                                            |                                            |                                            |                                            |                                            |